# Hans-Rudolf Merz
Hans-Rudolf Merz (Herisau, Suiza, 10 de noviembre de 1942) es un político suizo, originario de la comuna de Beinwil am See (AG). Es miembro del Partido Radical Democrático y ha sido uno de los siete consejeros federales.

## Carrera
Realizó los estudios de enseñanza secundaria (Gymnasium) en Trogen, tras lo cual estudió Economía en la Universidad de San Galo. Ocupó varios cargos en el legislativo de la ciudad de Herisau hasta 1967. De 1967 a 1969 es asistente y en 1969 se convierte en secretario del Partido Radical de San Galo y director de la sociedad industrial Appenzell Rodas Exteriores, cargo que ejerce hasta 1974, año en el que pasa a ser vicedirector del centro de formación de la UBS en Wolfsberg, donde permanece hasta 1977.
De 1977 a 2003 trabaja como autónomo. Fue consejero de empresas, participó en varios consejos de administración y ha ocupado puestos de trabajo en el Medio Oriente, África del Sur, América Latina y Europa. 

## Consejo de los Estados
Fue elegido diputado al Consejo de los Estados en 1997, tras la asamblea de ciudadanos (Landsgemeinde). En la votación fue apoyado por la Unión Democrática de Centro (UDC), el Partido Demócrata Cristiano y algunas secciones radicales locales. En el parlamento hizo parte de la bancada de los radicales. 
Fue elegido al Consejo Federal el 10 de diciembre de 2003 tras una elección polémica, pues reemplazó a una de las dos únicas mujeres en el gobierno. Desde el 1 de enero de 2004 ha dirigido el Departamento Federal de Finanzas (DFF) hasta 2010.
Merz propuso una reforma fiscal, que perdió el referendo del 16 de mayo de 2004. Más tarde presentó al parlamento medidas destinadas a redirigir las finanzas federales y a simplificar el sistema fiscal suizo. 
Tras las elecciones federales del 12 de diciembre de 2007, Merz fue reelegido para un nuevo período legislativo (de cuatro años) con el mejor resultado de todos los candidatos. Obtuvo 213 de 233 votos válidos en la Asamblea Federal. El 13 de diciembre del mismo año, Merz fue elegido vicepresidente de la Confederación para el año 2008 por 193 votos de 211 válidos. El 10 de diciembre de 2008 fue elegido presidente de la Confederación por 185 votos de 209 válidos.